# Wysoka Płyta

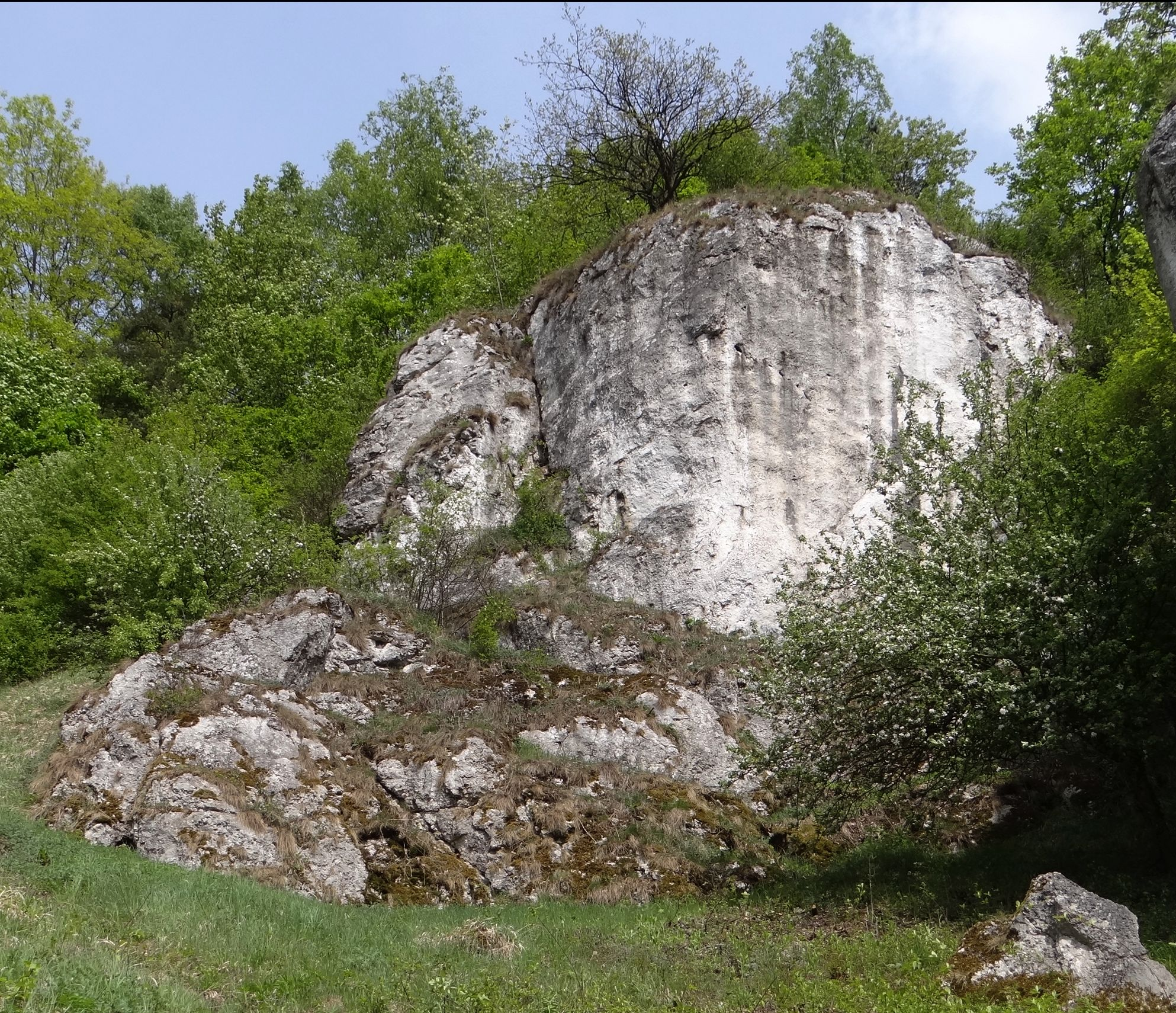
Wysoka Płyta

Wysoka Płyta – skała w Dolinie Kobylańskiej na Wyżynie Olkuskiej we wsi Kobylany, w gminie Zabierzów, w powiecie krakowskim, w województwie małopolskim. Znajduje się w dolnej części orograficznie prawych zboczy doliny, z tyłu, powyżej Turni z Krokiem.
Dolina Kobylańska jest jednym z najbardziej popularnych terenów wspinaczki skalnej. Skały posiadają dobrą asekurację. Zbudowana z wapieni Wysoka Płyta znajduje się na terenie otwartym. Ma wysokość 10–12 m i połogie, pionowe lub przewieszone ściany o wystawie południowej i południowo-wschodniej. Przez wspinaczy skalnych zaliczana jest do Grupy Zjazdowej Turni. Wspinacze poprowadzili na niej 6 dróg wspinaczkowych o trudności V – VI.6 w skali Kurtyki. Niemal wszystkie drogi mają zamontowane punkty asekuracyjne: ringi (r) i stanowisko zjazdowe.

## Drogi wspinaczkowe
1. Alto morale; VI.3, 4r + st, 12 m
2. Pogrom pingwinów; VI.3, 6r + st, 12 m
3. Szare miraże; VI.4+, 5r + st, 13 m
4. Pasja życia; VI.5+/6, 5r + st, 13 m
5. Pingwiny kontratakują; VI.5, 5r + st, 14 m
6. Głęboka rysa; V+, st, 12 m[3].